# جورج هانسن
جورج هانسن هو لاعب كرة قدم أمريكية ولاعب كرة قدم كندي، ولد في 22 أبريل 1934 في كالغاري في كندا، وتوفي في 7 يوليو 2017. لعب مع كالغاري ستامبيدرز ‏.

## وصلات خارجية
- جورج هانسن على موقع JustSportsStats.com (الإنجليزية)